# Helenos (Politiker)
Helenos (altgriechisch Ἕλενος Hélenos) war ein Statthalter auf Zypern der hellenistischen Ptolemäerdynastie im 2. Jahrhundert v. Chr. Er stammte aus Kyrene und war entweder der Sohn eines Apollonios oder auch des Apollodoros.
Helenos trat offenbar in den Dienst des Ptolemaios VIII., als dieser von 163 bis 145 v. Chr. als König in Kyrene amtiert hatte, und folgte diesem schließlich nach Alexandria. Während des Bürgerkriegs gegen Kleopatra II. muss Helenos im Gefolge des Ptolemaios VIII. nach Zypern gelangt sein, wohin sich der König einstweilen zurückgezogen hatte. Dort wurde er dann dem Statthalter Theodoros beigestellt, in dessen Stab er sich in die Position eines zweiten Mannes auf Zypern empor arbeitete. Dem Statthalter weihte er unter anderem eine Statue und eine weitere für dessen Sohn.
Im Jahr 118 v. Chr. wurde Theodoros von Zypern nach Alexandria abberufen und Helenos übernahm erstmals selbst die Statthalterschaft (strategos) und Hohepriesterwürde über die Insel. In dieser Zeit residierte hier auch der älteste Königssohn Ptolemaios IX., dem zu Ehren er sogleich eine Statue errichten ließ. 116 v. Chr. übernahm Ptolemaios IX. persönlich die Statthalterschaft, zog allerdings nach dem Tod seines Vaters noch im selben Jahr nach Alexandria, um dort als König die Macht zu übernehmen. An seiner statt wurde nun der jüngere Königsbruder Ptolemaios X. nach Zypern geschickt, der dort formell die Statthalterschaft übernehmen sollte. De facto hatte diese jedoch Helenos inne, der außerdem zum Lehrmeister (tropheús) des jungen Ptolemaios X. avancierte. Als solcher wurde er in den Weihinschriften von fünf ihm gewidmeten Statuen genannt. Als sich Ptolemaios X. auf Zypern 114 v. Chr. zum König proklamierte konnte Helenos das Statthalteramt wieder offiziell übernehmen.
Als Ptolemaios X. im Jahr 107 v. Chr. nach Alexandria ging, um dort seinen Bruder Ptolemaios IX. in der Mitregentschaft mit ihrer Mutter Kleopatra III. zu verdrängen, folgte ihm Helenos bereitwillig nach und wurde nun mit dem Oberbefehl (nauarchos) über die Flotte betraut. Als Lohn für seine Dienste wurde er von Kleopatra III. zum ersten Priester ihres gerade neu begründeten Kultes der „wohltätigen und mutterliebenden Göttin“ auf Lebenszeit ernannt. Aber schon im Jahr 106 v. Chr. wurde er in dieser Würde durch Theodoros ersetzt, seinem einstigen Vorgänger auf Zypern.
Dass Helenos 106 v. Chr. gestorben war, gilt als unwahrscheinlich. In diesem Jahr hatten sich Kleopatra III. und Ptolemaios X. zerstritten, worauf die Mutter die Alleinherrschaft in Alexandria übernommen hatte. Als Vertrauter des Sohnes muss Helenos für die Königin nun untragbar für ihr Priesteramt erschienen und folglich durch einen der ihren ersetzt worden sein.